# Cérémonie d'amour
Pour plus de détails, voir Fiche technique et Distribution.
Cérémonie d'amour est un film français réalisé par Walerian Borowczyk, sorti en 1988. C'est son dernier film produit et réalisé pour le cinéma.

## Fiche technique
- Titre : Cérémonie d'amour
- Réalisation : Walerian Borowczyk
- Scénario : Walerian Borowczyk d'après le roman d'André Pieyre de Mandiargues "Tout disparaîtra"
- Production : Philippe Guez et Alain Sarde
- Pays d'origine : France
- Format : Couleurs - 1,66:1 - Mono
- Genre : érotique
- Durée : 97 minutes
- Date de sortie : 20 juillet 1988

## Distribution
- Marina Pierro : Miriam
- Mathieu Carrière : Hugo
- Josy Bernard : Mériem
- Claudine Berg
- Sabrina Belleval
- Jean Négroni : Narrateur